# Jucás
Os jucás eram índios que habitavam as terras do Ceará, nas quais atualmente situam-se os municípios de Acopiara, Cariús, Iguatu, Saboeiro e Tarrafas.  Índios Jucás um Bando que  Antônio  José  Vitoriano  Borges  da  Fonseca,  capitão-mor do Ceará, lançou em 28 de setembro de 1767, pelo qual anunciou que a aldeia do Jucá, onde os índios jucás foram reduzidos em 1727, passasse a se chamar lugar de Arneiroz, hoje município. Nele, o autor coloca que a mudança decorreu de uma política pela qual as vilas e lugares novos não deviam ter “nomes bárbaros”, ou seja, de origem indígena, mas nomes das vilas e lugares do “reino”, ou seja, de Portugal.
O branco invasor chegando ao centro sudoeste da Capitania do Ceará encontrou suas terras habitadas por hordas selvagens, sob o domínio da valente nação dos Jucás, abrigada às margens do riacho dêste nome, que deságua no Jaguaribe, perto da Serra dos Boqueirões, atualmente Serra de Arneirós. Esses índios pertenciam à grande família dos tarairiús, oriundos da longínqua Sibéria, na opinião do sábto Tomás Pompeu Sobrinho, de saudosa memória. A propósito das origens do nosso íncola, há uma fábula que nos faz recordar aquela história da lôba, mâe nutrícia de Rômulo e Remo, fundadores de Roma. Diz a lenda tupi que o homem primitivo da América é descendente da anta (Tapirusamericanus), um dos maiores mamíferos do Novo Continente (Plínio Salgado, "Raízes Raciais do Brasil", Correio do Ceará, ed. de 24.2.1968.) No entanto, a grande escritora Elisabeth Chezley Baity destrói o mito com estas palavras: "Embora tais especulações sejam interessantes, hoje todos os cientistas se acham de acordo, em que a raça índia atingiu a América, procedente da Ásia, através do estreito de Bhering, numa longa série de emigrações que ocorreram de tempos em tempos, através de milhares de anos." Os Jucás eram um povo de compleição forte, que se fixou em um pais de ares amenos, vegetação variada, com largas faixas de árvores frutíferas e caça abundante. Daí porque, em qualquer época do ano, regalavam o apetite de carne e peixe, e, no verão, vitaminavam-se com frutos de umbuzeiros (Spondia tuberosa), colhidos do maior pomar destas anacadeácias, no interior do Ceará, situado ao longo do Rio do Umbuzeiro e em um dos braços do Riacho do Jucá. Por habitarem região tão rica, os Jucás nunca tiveram problemas de deslocamentos em busca de alimentos, como sucedia com os Tabajaras e outras tribos que desciam para o litoral em procura de frutos e peixes para suprirem suas necessidades orgânicas. Temerários os selvagens, que se metessem entre São Mateus e Arneirós, trecho do domínio absoluto dos Jucás, pois fatalmente os Intrusos seriam massacrados pelas falanges do cacique ANHAMUM. Reza, allás, a tradição que os Jucás, dominando os inimigos decepavam-lhes as cabeças e as expunham sôbre espeques no Saco do Coronzó, uma fortaleza situada entre muralhas rochosas que ficam num contraforte da Serra Grande, na área por êles então dominada. Na pimeira metade do século pretérito, o Dr. Pedro Thèberge estêve no Saco do Coronzó. Conta-nos, no seu livro Esbôço Histórico que, no local visitado, deparou um quadro macabro pontilhado de caveiras humanas no tôpo de tanqreiras (cêrcas de estacas pontiagudas). Era assim que os primitivos donos da terra dos Inhamuns procediam contra os que tentavam violar os seus domínios sertanejos.
Os Jucás, voltados à sua antiga missão, em nada modificaram a existência de roubo e violência que levavam. Viviam furtando gado e assaltando moradores das adjacências. Esses crimes, incessantemente renovados, acabaram por atrair sobre eles o ódio dos Feitosas, que resolveram livrar-se dos antigos comparsas agora tão agressivos e incômodos. Cada roubo praticado pelos indígenas era imediatamente seguido à eliminação violenta de um ou de muitos de sua raça. Informado de tal fato, o Governador de Pernambuco, D. José César de Mendes, determinou ao Ouvidor-Geral do Ceará, José da Costa Dias e Barros, que retirasse os índios da povoação da Telha, levando-os para uma das vilas de índios situadas próximo à sede administrativa da Capitania. A ordem foi executada em 1780.
Em 1791 estavam ainda aldeados na missão de Telha, atual cidade de Iguatu, e mais na vila de S. Mateus sendo depois reunidos aos Kanindé, Jenipapo e Paiacu para povoarem, a vila de Monte-Mor, hoje Baturité.

## História
Os jucás habitavam a região dos Inhamuns. O nome dos jucás aparece pela primeira vez na crônica cearense ligado, como tantas outras etnias indígenas, à história dos Montes e dos Feitosas, famílias matutas rivais que encheram os sertões da terra cearense com seus atos de vandalismo.
Partidários dos Feitosas, os jucás lhes prestaram continuada assistência na terrível contenda que enlutou o Ceará e pôs os chãos interiores da Capitania em fogo e sangue.
Em 1727, foram agrupados sob a direção de um missionário nas margens do rio Jaguaribe, constituindo, com os Quixelô, Quixerariú, Cariú e Candandu, a Aldeia da Telha (hoje, Iguatu), sita na ribeira dos Quixelôs, então distrito da Vila dos Icó.
Os moradores nativos da Telha eram, ao que parece, inveterados rapinantes, pois havia, contra eles, várias queixas do povo da região circunvizinha à Câmara do Icó. A datada de junho de 1714 diz que se prevaleciam das saídas autorizadas pelo ouvidor para as pescarias, para matar e roubar gado e pilhar o quanto achavam, fato que se devia atribuir à pouca ou nenhuma energia do missionário, que tolerava os abusos dos seus tutelados.
No ano de 1743, os jucás residentes na Telha, instigados pelos Feitosas, abandonaram, em grande número, a sua missão, retornando, com mulheres e filhos, à vida nômade. O capitão-general de Pernambuco, informado do fato, deu ordens para dele se tirar devassa e apurar quem havia promovido a fuga dos nativos.
Estes deviam ser constrangidos mesmo pela força a voltar às suas antigas moradas.
Da providência, nada surtiu, ficando, a missão, quase despovoada.
Três anos depois, a 25 de junho de 1746, os moradores da Ribeira do Quixelô, reiteraram suas reclamações contra roubos praticados pelos indígenas da Missão da Telha, roubos estes que tinham origem na fraqueza do seu missionário, que os deixava sair da aldeia a ponto de se achar a missão deste gentio reduzida a uns 60 homens, que pouco residiam nela.
Os apelos incessantes dos criadores de gado motivaram uma ordem régia com data de 20 de dezembro de 1746 mandando que, para prevenir semelhantes frutos, se inquirisse por eles nas devassas de janeiro de cada ano.
Assistia-o, em 1749, conforme se vê da "relação das aldeias que há no distrito deste governo de Pernambuco e Capitania da Paraíba, sujeito à Junta da Missões deste Bispado", um sacerdote do hábito de São Pedro.
Dezessete anos depois, por volta de 1761, foram os jucás e cariús que habitavam a Aldeia do Brejo, antiga Missão do Miranda, hoje a cidade do Crato. Pouco tempo os jucás aí permaneceram. Movidos por natural tendência para a vida nômade, quase todos fugiram para as matas, onde passaram a viver em completo estado de barbárie.
Só dois anos mais tarde, em 1763, conseguiu, o coronel Manuel F. Ferro, por determinação do então governador da capitania do Ceará, José Vitoriano Borges da Fonseca, reconduzi-los à sua missão.
A aldeia dos índios jucás foi, por iniciativa do capitão-mor Borges da Fonseca, elevada a Vila, em 1767, com o nome de Arneirós.
A 25 de novembro do mesmo ano, representava, porém, o Senado do Icó contra a criação da Vila de Arneirós, assim como de a São Mateus porque "estes lugares são menos convenientes que Telha (Iguatu) e Mangabeira (Lavras da Mangabeira), que são lugares já povoados e onde há gente capaz de servir os empregos ao passo que nas outras é preciso mandar empregados do Icó".
Os Jucás, volvidos à sua antiga missão, em nada modificaram a existência de rapinagem e violência que dantes levavam. Viviam furtando gado e assaltando moradores das adjacências. 
Esses crimes, incessantemente renovados, acabaram por atrair, sobre eles, a odiosidade dos Feitosas, que assentaram livrar-se dos antigos comparsas, agora tão agressivos e incômodos.
Cada roubo praticado pelos indígenas era imediatamente seguido à eliminação violenta de um ou de muitos de sua raça.
Cientificado da grave ocorrência, o governador de Pernambuco, dom José César de Mendes, determinou, ao ouvidor-geral do Ceará, José da Costa Dias e Barros, que retirasse os índios da povoação da Telha, levando-os para uma das vilas de índios situadas próximo à sede administrativa da Capitania. A ordem foi executada em 1780.
Em 1791, estavam, ainda, aldeados na missão de Telha, presentemente cidade de Iguatu, e mais
na vila de São Mateus, sendo, depois, reunidos aos Kanindé, Jenipapo e Paiacu para povoarem a vila de Monte-Mor (hoje, Baturité).